# Färöische Fußballnationalmannschaft (U-19-Junioren)
Die färöische Fußballnationalmannschaft der U-19-Junioren ist die Auswahl färöischer Fußballspieler der Altersklasse U-19. Sie repräsentiert die Fótbóltssamband Føroya auf internationaler Ebene bei der seit 2002 in dieser Altersklasse ausgetragenen Qualifikation zur Europameisterschaft. 

## Geschichte
Die U-19 der Färöer konnte sich bisher nie für die U-19-Europameisterschaft qualifizieren. Die Mannschaft scheiterte immer in der ersten Qualifikationsrunde, wurde dabei aber dreimal Gruppendritter. Dennoch gelangen einige wenige Achtungserfolge, so zum Beispiel der 3:1-Auswärtssieg gegen Wales in der Qualifikation zur U-21-EM 2005.

## Teilnahme an U-19-Europameisterschaften
- 2002: nicht qualifiziert
- 2003: nicht qualifiziert
- 2004: nicht qualifiziert
- 2005: nicht qualifiziert
- 2006: nicht qualifiziert
- 2007: nicht qualifiziert
- 2008: nicht qualifiziert
- 2009: nicht qualifiziert
- 2010: nicht qualifiziert (als sechstbester Dritter die Eliterunde verpasst)
- 2011: nicht qualifiziert
- 2012: nicht qualifiziert  (als schlechtester Dritter die Eliterunde verpasst)
- 2013: nicht qualifiziert
- 2014: nicht qualifiziert
- 2015: nicht qualifiziert
- 2016: nicht qualifiziert
- 2017: nicht qualifiziert (als schlechtester Dritter die Eliterunde verpasst)
- 2018: nicht qualifiziert
- 2019: nicht qualifiziert
- 2020: nicht qualifiziert (Turnier nach der 1. Runde abgesagt)
- 2022: nicht qualifiziert

| Bilanz   | Bilanz | Bilanz | Bilanz | Bilanz      | Bilanz | Bilanz    | Bilanz       |
| Runde    | Spiele | Siege  | Remis  | Niederlagen | Tore   | Gegentore | Tordifferenz |
| -------- | ------ | ------ | ------ | ----------- | ------ | --------- | ------------ |
| 1. Runde | 60     | 03     | 06     | 51          | 29     | 190       | −161         |
| Gesamt   | 60     | 03     | 06     | 51          | 29     | 190       | −161         |

## Trainer
Folgende Trainer betreuten die U-19 bisher:
- 2001–2003: Jógvan Martin Olsen
- 200400000: Abraham Løkin & Pætur Clementsen
- 2005–2006: Heðin Askham & Bill Mc. Leod Jacobsen
- 200700000: Abraham Løkin & Albert Ellefsen
- 200800000: Abraham Løkin
- 200900000: Abraham Løkin & Eli Hentze
- 2010–2011: Abraham Løkin
- 2012–2016: Eyðun Klakstein & Oddbjørn Joensen
- 2017–0000: Jógvan Martin Olsen

## Rekordspieler

### Nach Einsätzen
Stand: 14. November 2017
| Rang | Name               | Einsätze | Tore | Zeitraum  |
| ---- | ------------------ | -------- | ---- | --------- |
| 01.  | Rókur Jespersen    | 9        | 0    | 2001–2003 |
| 02.  | Jann Ingi Petersen | 8        | 1    | 2001–2002 |
|      | Andri Benjaminsen  | 8        | 0    | 2016–0000 |
|      | Gunnar Nielsen     | 8        | 0    | 2002–2004 |
| 05.  | Marni Djurhuus     | 7        | 0    | 2001–2003 |

Jüngster eingesetzter Spieler war Hallur Hansson mit 17 Jahren und 2 Monaten.

### Nach Toren
Aufgelistet sind nur mehrfache Torschützen.
Stand: 14. November 2017
| Rang | Name                | Tore | Einsätze | Zeitraum  |
| ---- | ------------------- | ---- | -------- | --------- |
| 01.  | Christian Mouritsen | 3    | 6        | 2005–2006 |
|      | Bogi Petersen       | 3    | 6        | 2010–2011 |
| 03.  | Gilli Sørensen      | 2    | 6        | 2009–2010 |
|      | Gilli Haraldsen     | 2    | 4        | 200100000 |
|      | Ári Jónsson         | 2    | 3        | 201100000 |

Weitere 14 Spieler erzielten jeweils einen Treffer.